# Сафронов Олександр Володимирович
Олекса́ндр Володи́мирович Сафро́нов — сержант Збройних сил України, учасник російсько-української війни, що трагічно загинув під час російського вторгнення в Україну 2022 року.
Командир відділення проводового зв'язку взводу зв'язку 1-го батальйону оперативного призначення ОЗСП «Азов».
22.03.2022, під час виконання бойового завдання зазнав поранень, несумісних з життям.

## Нагороди
- орден «За мужність» III ступеня (2022, посмертно) — за особисту мужність і самовіддані дії, виявлені у захисті державного суверенітету та територіальної цілісності України, вірність військовій присязі, зразкове виконання службового обов'язку.